# Det europæiske område for frihed, sikkerhed og retfærdighed
Det europæiske område for frihed, sikkerhed og retfærdighed er en samling af politikker i Den Europæiske Union (EU). Under området hører forskellige politiske områder, herunder forvaltning af EU's ydre grænser, civilretligt og strafferetligt samarbejde samt politisamarbejde. Området dækker desuden asyl- og integrationspolitik, samt bekæmpelse af grænseoverskridende kriminalitet, der er opstået ved fjernelse af de interne grænser i EU. Med Lissabontraktaten blev EU's søjlestruktur afskaffet, og ovenstående områder blev overstatslige. Tidligere havde de været mellemstatslige, hvorfor EU's institutioner ikke kunne vedtage forordninger eller direktiver på disse områder. Storbritannien, Irland og Danmark har fået godkendt forbehold for disse retsakter med betydningen:
- "en ”opt-in”-bestemmelse, som tillader hver af dem at deltage, fra sag til sag, i proceduren for vedtagelse af en foranstaltning eller at gennemføre en foranstaltning, som tidligere er vedtaget. De bliver da bundet af denne foranstaltning på samme måde som de andre medlemsstater
- en ”opt-out”-bestemmelse, som tillader, at de ikke gennemfører en foranstaltning.".[1]

I Danmark afholdtes en folkeafstemning den 3. december 2015 om ændringer i landets retsforbehold. Afstemningen førte til en fastholdelse af forbeholdet.